# أيتان (طائرة)
أيتان أو حيرون-تي بي (بالإنجليزية: Heron TP) هي طائرة بدون طيار تقوم شركة IAI الإسرائيلية بصنعا وتسويقها.
 وتعتبر هده الطائرة تصميما حديثا لسابقتها "أي إيه أي هيرون ".

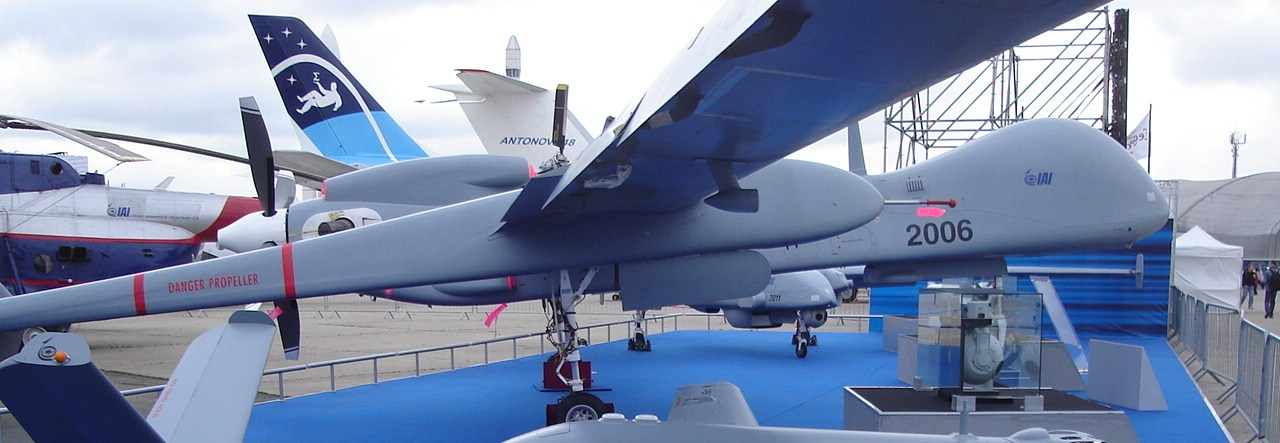
أيتان Eitan

## التصميم
صممت الطائرة أيتان بدون طيار للطيران على ارتفاع متوسط وعال ولمدة زمنية طويلة.
 ويمكنها الطيران أعلى من الخطوط الجوية. تطير أتوماتيكيا وتهبط بنظام ATOL. تعمل بمحرك واحد من نوع محرك مروحة عنفية مثبت في مؤخرة مقصورتها يدير مروحة. والطائرة خفيفة مصنوعة من مواد مركبة.

## تشغيلها
يقول أحد التقريرات بأن الطائر أيتان قد قامت بضربة جوية عام 2009 فوق السودان لضرب ما سمي «حمولة ذخيرة» إيرانية.
وفي فبراير عام 2010 أفصحت إسرائيل عن سرب طائرات أيتان (سرب 210) في قاعدة تل نوف.

## مواصفاتها
- طاقمها: 0 (بدون طيار)
- حمولتها القصوى: 2000 كيلوجرام
- وزنها عند الإقلاع: 4650 كيلوجرام.[5]
- المدى: 4000 كيلومتر
- طول الطائرة:14 متر
- عرض الطائرة: 26 متر
- المحرك: محرك مروحة عنفية قدرة 900 حصان.

## بلاد تستوردها
- ألمانيا - في عام 2010 ألمانيا 2010.[6]
- فرنسا - اختارت فرنسا الطائرة أيتان لسلاحها الجوي.[7]
- إسبانيا - طلب السلاح الجوي الأسباني هذه الطائرة عام 2011.a system based on the IAI Eitan.[8]

## وصلات خارجية
- Heron TP на официальном сайте разработчика (http://www.iai.co.il)
- The Heron TP Offer
- БПЛА "Эйтан" (Heron TP "Eitan"). СЛАЙД-ШОУ (презентация в день приема на вооружение ВВС ЦАХАЛа. База Тель-Ноф, 21 февраля 2010 года)

## اقرأ أيضًا
- إسرائيل لصناعات الطيران والفضاء
- إم كيو-1 بريداتور
- إم كيو-9 ريبر
- بانثر (طائرة)
- هيرون، طائرة إسرائيلية
- هاروب (طائرة)
- طائرة دون طيار
- شافيت
- أفق (قمر صناعي)
- بيرد آي (طائرة)
- إيلانغ هيتام
- إم أي 380 (طائرة بدون طيار)
- ليزر تكتيكي عالي الطاقة